# 1995 en handball
| Années du handball : 1992 - 1993 - 1994 - 1995 - 1996 - 1997 - 1998    |
| Décennies du handball : 1960 - 1970 - 1980 - 1990 - 2000 - 2010 - 2020 |

Cet article présente les faits marquants de l'année 1995 en handball.

## Par compétitions

### Championnat du monde masculin
|                           | Nation  |
| ------------------------- | ------- |
| Médaille d'or, monde      | France  |
| Médaille d'argent, monde  | Croatie |
| Médaille de bronze, monde | Suède   |

La 14e édition du Championnat du monde masculin s'est déroulée en Islande du 7 au 21 mai 1995.
La France (voir aussi article détaillé) remporte son premier titre de Champion du monde en battant en finale la Croatie. Elle devient ainsi la dixième équipe à remporter la compétition. La Suède complète le podium tandis que la Russie, tenante du titre, est éliminée en quart de finale.
L'équipe-type du championnat du monde est :
- Meilleur joueur : Jackson Richardson,  France[1],[2]
- Équipe du mondial[3],[4] :
  - Gardien de but : Andreas Thiel,  Allemagne
  - Ailier gauche : Erik Hajas,  Suède
  - Arrière gauche : Talant Dujshebaev,  Espagne
  - Demi-centre : Jackson Richardson,  France
  - Pivot : Geir Sveinsson,  Islande
  - Arrière droit : Yoon Kyung-shin,  Corée du Sud
  - Ailier droit : Irfan Smajlagić,  Croatie

Le Sud-coréen Yoon Kyung-shin termine meilleure buteuse avec 86 buts.

### Championnat du monde féminin
|                           | Nation       |
| ------------------------- | ------------ |
| Médaille d'or, monde      | Corée du Sud |
| Médaille d'argent, monde  | Hongrie      |
| Médaille de bronze, monde | Danemark     |

La 12e édition du Championnat du monde féminin s'est déroulée en Autriche et en Hongrie du 5 décembre au 17 décembre 1995.
La compétition est placée sous le signe de la nouveauté puisqu'elle est pour la première fois attribué en co-organisation à deux pays, prend une nouvelle périodicité biennale et est élargie à vingt équipes nationales participantes. Celles-ci sont réparties en quatre groupes de cinq équipes lors de la phase de groupes, dont les trois premiers se qualifient pour une phase finale à élimination directe commençant en huitièmes de finale. Des matchs de barrage entre les quatrièmes et cinquièmes de groupes permettent de déterminer les quatre derniers qualifiés pour les huitièmes de finale. 
Conformément aux attentes, les quarts de finale sont monopolisés par les équipes européennes, seulement accompagnées de la Corée du Sud. En demi-finales, les favorites Danoises et Norvégiennes sont cependant éliminées respectivement par les Sud-Coréennes (33-31) et les Hongroises (22-21). Les Sud-Coréennes, déjà victorieuses des tenantes du titre Allemandes à deux reprises dans la compétition, déploient un jeu tout-terrain, basé sur la vitesse, encore jamais vu jusqu'alors. Lors de la finale disputée à Vienne, la Hongrie ne parvient pas à contenir le jeu rapide des joueuses asiatiques et s'incline logiquement par 25 buts à 20. La Corée du Sud remporte son premier titre de championne du monde, qui constitue également la première victoire d'une équipe non-européenne dans l'histoire de la compétition. Le Danemark complète le podium en écartant d'un but la Norvège (25-24).
L'équipe-type du tournoi est composée des joueuses suivantes :
- meilleure gardienne : Cecilie Leganger,  Norvège
- meilleure ailière gauche : Anette Hoffmann,  Danemark
- meilleure arrière gauche : Lim O-kyeong,  Corée du Sud
- meilleure demi-centre : Mariana Tîrcă (en),  Roumanie
- meilleure pivot : Natalia Deriouguina,  Russie
- meilleure arrière droite : Sorina Lefter (ro),  Autriche
- meilleure ailière droite : Katalin Szilágyi,  Hongrie

Il n'y aurait pas eu de trophée de la meilleure joueuse.
Regrettant que la gardienne sud-coréenne Moon Hyang-ja n'ait pas été distinguée, Cecilie Leganger a saisi le microphone lors de la cérémonie de remise des prix et lui a donné la montre qu'elle avait reçue en trophée. Ce geste lui vaudra à Cecilie Leganger de recevoir le Prix international du Fair Play en 1998.
L'Ukrainienne Nataliya Derepasko termine meilleure buteuse avec 61 buts.

## Meilleurs handballeurs de l'année 1995

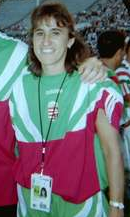
Erzsébet Kocsis en 1996

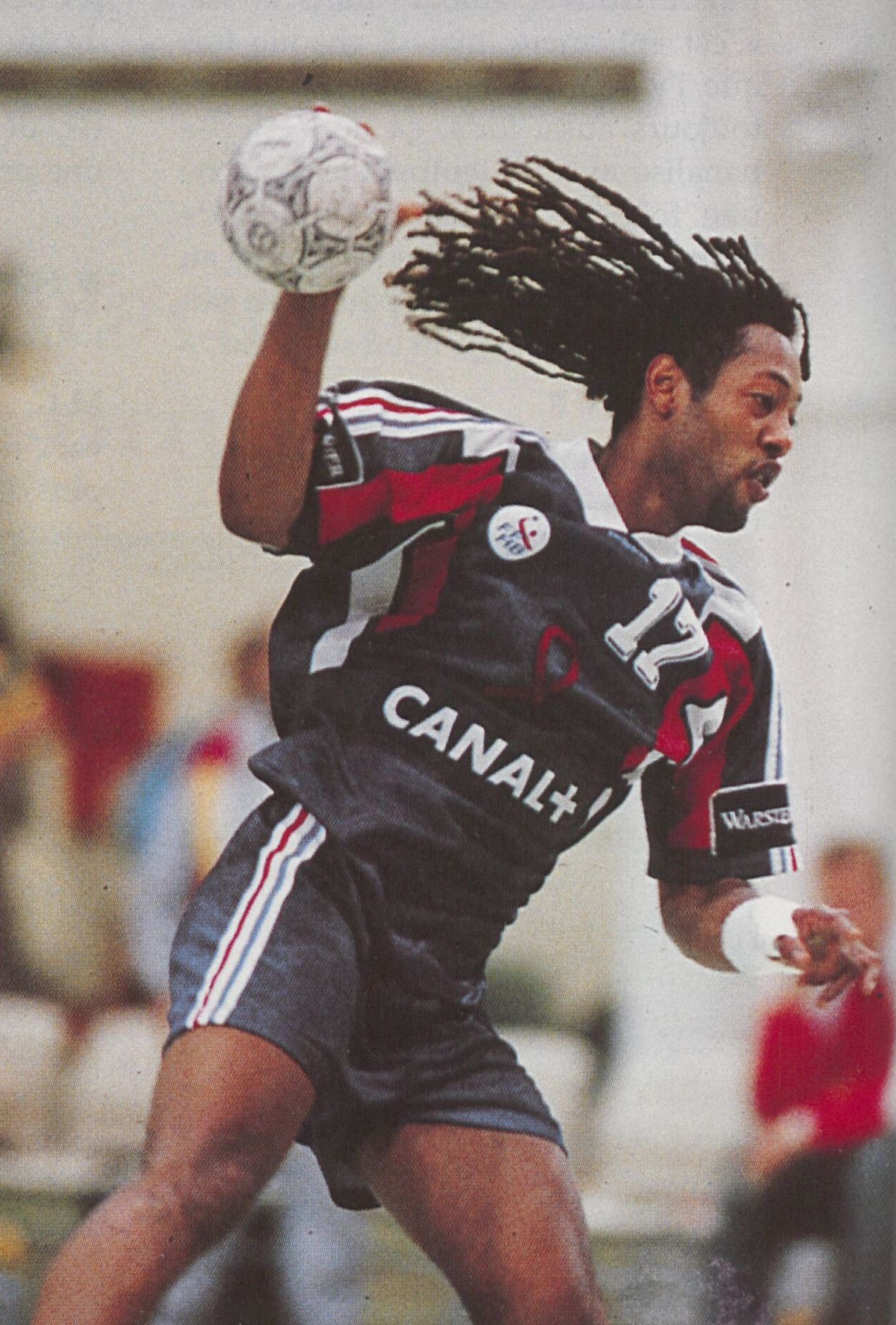
Jackson Richardson en 1995

La pivot hongroise Erzsébet Kocsis et le demi-centre français Jackson Richardson sont élus meilleurs handballeurs mondiaux de l'année 1995.
| Rang | Joueuse         | Nationalité | Club(s)     | Poste | Votes |
| ---- | --------------- | ----------- | ----------- | ----- | ----- |
| 1    | Erzsébet Kocsis | Hongrie     | Dunaferr NK | Pivot | ?     |
| 2    | ?               | ?           | ?           | ?     | ?     |

| Rang | Joueur             | Nationalité | Club(s)      | Poste       | Votes |
| ---- | ------------------ | ----------- | ------------ | ----------- | ----- |
| 1    | Jackson Richardson | France      | OM Vitrolles | Demi-centre | ?     |
| 2    | ?                  | ?           | ?            | ?           | ?     |

Les autres joueurs nommés et les résultats détaillés ne sont pas connus.

## Bilan de la saison 1994-1995 en club

### Coupes d'Europe
| Compétition                        | Vainqueur             | Finaliste               | Score    |
| ---------------------------------- | --------------------- | ----------------------- | -------- |
| Ligue des champions (C1)           | Hypo Niederösterreich | ŽRK Podravka Koprivnica | 40 – 36  |
| Coupe des vainqueurs de coupe (C2) | Dunaferr NK           | TV Lützellinden         | 49 – 43  |
| Coupe de l'EHF (C3)                | Debreceni VSC*        | Bækkelagets SK          | 44E – 44 |
| Coupe des Villes (C4)              | Rotor Volgograd       | Vasas SC Budapest       | 48 – 39  |

| Compétition                        | Vainqueur         | Finaliste              | Score   |
| ---------------------------------- | ----------------- | ---------------------- | ------- |
| Ligue des champions (C1)           | CD Bidasoa Irún   | RK Zagreb              | 56 – 47 |
| Coupe des vainqueurs de coupe (C2) | FC Barcelone      | GO Gudme Svendborg TGI | 57 – 46 |
| Coupe de l'EHF (C3)                | BM Granollers     | Polyot Tcheliabinsk    | 49 – 45 |
| Coupe des Villes (C4)              | TV Niederwürzbach | Cadagua Galdar         | 58 – 55 |

### Saison 1994-1995 en France
| Compétition                 | Vainqueur              | Second                 | Score                  |
| --------------------------- | ---------------------- | ---------------------- | ---------------------- |
| Championnat de France masc. | Montpellier Handball   | OM Vitrolles           | –                      |
| Coupe de France masc.       | OM Vitrolles           | SC Sélestat            | 26 – 21                |
| Championnat de France fém.  | HB Metz métropole      | Stade béthunois BL     | 2 – 0                  |
| Coupe de France fém.        | Pas de coupe de France | Pas de coupe de France | Pas de coupe de France |

## Naissances
On trouve notamment :
| Joueurs - 25 janvier : Thiagus dos Santos, - 7 février : Paul Drux, - 7 mars : Haniel Langaro, - 18 juillet : Nedim Remili, - 20 août : Magnus Landin Jacobsen, - 14 septembre : Sander Sagosen, | Joueuses - 7 janvier : Doungou Camara, / - 13 mars : Anna Viakhireva, - 15 mars : Kalidiatou Niakaté, - 9 août : Daria Dmitrieva, - 5 novembre : Tamara Horacek, |